# Волга-Бэнд
Концертный оркестр духовых инструментов «Волга-Бэнд» —  оркестр духовых инструментов Саратовской областной филармонии, работающий в Саратове с 1991 года. Участник международных и всероссийских фестивалей.

## История
В 1991 году был создан «Волга-Бэнд» как оркестр духовых инструментов. Идея принадлежит заслуженному деятелю искусств России, профессору Саратовской консерватории имени Л. В .Собинова - Анатолию Дмитриевичу Селянину. 9 октября 1991 года в Саратове состоялся дебютный концерт данного коллектива. 
С 1993 года "Волга-Бэнд" является частью Саратовской филармонии. В состав коллектива привлекаются различные музыканты, в основном студенты и педагоги Саратовской консерватории.
22 сентября 1993 года состоялся первый филармонический концерт. Оркестр является ярким и самобытным, его репертуар интересен многим зрителям и любителям классической музыки. В 1996 году самых приятных отзывов было высказано в адрес музыкантов оркестра в ходе гастрольного тура по Норвегии. В августе 1997 коллектив выступил на открытии конференции Международной гильдии трубачей в городе Гётеборг в Швеции.
На протяжении длительного времени музыкальный коллектив ведёт активную концертную деятельность, каждый раз обновляя и дополняя свой разнообразный репертуар. В мае 2005, в Доме кино в Москве, "Волга-Бэнд" принял участие в премьерном показе фильма с участием Олега Табакова "Дорога в Сталинград". 
В июне 2005 года «Волга-Бэнд» представлял Российскую Федерацию на I Европейском фестивале филармонических оркестров духовых инструментов, который состоялся в Греции на острове Корфу. Из 28 коллективов Европы оркестр был признан лучшим. В 2006 году "Волга-Бэнд" провёл большую концертную программу в зале Российской академии музыки имени Гнесиных. В ноябре 2006 года были организованы гастроли в Казахстан в рамках международного сотрудничества двух государств. В 2007 году коллектив был удостоен титула «Саратовский Бренд Лидер 2007».
В рамках Дней Саратовской области, в 2019 году, оркестр выступил в Совете Федерации, а также стал участником Всероссийского фестиваля духовых оркестров «На сопках Маньчжурии» в Самаре. В ноябре 2020 года коллектив решением региональных властей Саратовской области был занесен на доску почета работников культуры и искусства за добросовестный труд и вклад в развитие культуры.

## Репертуар и музыкальные пристрастия
"Волга-Бэнд" большое внимание уделяет популяризации классической музыки и сочинений для духовых оркестров, иногда исполняет произведения современных авторов, созданных специально для «Волга-Бэнда». В исполнении оркестра премьерой стало сочинение израильских композиторов Беньямина Юсупова и Бориса Пиговата.
Выступления оркестра - это всегда яркое шоу, которое наполняется интересным визуальным представлением.
В репертуаре "Волга-Бэнд" присутствуют разные жанровые направления музыки, в том числе и современные популярные композиции: «La chanson Francaise», «Mamma Mia», «Rock-n-Roll live», «Libertango», «Disco-Teka», «Теория струн», «Классика и рок» и другие.
Отдельное внимание слушателей привлекают авторские программы коллектива: «Пора-пора-порадуемся», «Hollywood soundtracks», а также концерты из произведений известных композиторов и исполнителей Г. Гладкова, Э. Артемьева, И. Шварца, В. Дашкевича, Е. Мартынова, М. Магомаева, В. Ободзинского и других.
Есть предложения со стороны оркестра и для детской аудитории - это циклы концертов «Оркестр духовой, давай дружить с тобой», а также программы из серии мультфильмов У. Диснея и Союзмультфильма.

## Сотрудничество и совместные выступления
Совместно с коллективом выступают различные музыкальные и театральные учреждения города Саратова: труппа Театра драмы имени И.А. Слонова, артисты Театра юного зрителя имени Ю.П. Киселёва шоу-балет «Каскад»,, Концертный детский хор Театра хоровой музыки, выпускники эстрадно-джазового отделения Саратовского областного колледжа искусств.
Среди известных исполнителей совместно с оркестром свои выступления демонстрировали: Энжелина Чанг, Леонард Канделария, Марко Пютц, солист Большого театра А. Иков, Заслуженный артист Республики Беларусь В. Волков, Народный артист Казахстана Ю.Клушкин и другие.
Артисты Саратовской филармонии постоянно участвую в проектах "Волга-Бэнд". 
Многие современные дирижёры работали на концертах с данным коллективом: К. Ахметов (Казахстан), Д. Фишер (США) В. Худолей,, Н. Хондзинский, В. Полянский, В. Вилинов, А. Жигайло, А. Поляничко. С оркестром также работал м Народный артист РФ В. Халилов.